# ハファエウ・ピレス・モンテイロ
ハファエウ（Rafael）ことハファエウ・ピレス・モンテイロ（ポルトガル語: Rafael Pires Monteiro、1989年6月23日 - ）は、ブラジルのサッカー選手。ポジションはGK。

## クラブ歴
2002年にクルゼイロECの下部組織に加入し、2008年にはトップチームのメンバーに入った。2010年1月30日に行われたカンピオナート・ミネイロで選手初出場を記録した。2011年12月4日のカンピオナート・ブラジレイロ・セリエA最終節のクラシコ・ミネイロでクルゼイロは6-1の大勝を決めて降格を免れたが、この時ゴールを守っていたのは彼であった。
2016年には主将も務めるファビオが長期離脱したためにレギュラーとして出場を重ね、翌年は熾烈なポジション争いを演じた。
2020年3月3日に3年契約でアトレチコ・ミネイロに移籍。加入直後から正ゴールキーパーとして活躍したが、夏にエヴェルソンが加入するとポジションを失った。
2022年12月8日、サンパウロFCと3年契約を結んだ。

## 代表歴
U-20代表として2009 南米ユース選手権、2009 FIFA U-20ワールドカップに出場した。